# Acryptolaria arboriformis
Acryptolaria arboriformis is een hydroïdpoliep uit de familie Lafoeidae. De poliep komt uit het geslacht Acryptolaria. Acryptolaria arboriformis werd in 1911 voor het eerst wetenschappelijk beschreven door Ritchie. 